# Takumi Hama
Takumi Hama (japanisch 濱 託巳 Hama Takumi; * 11. September 1996 in der Präfektur Shizuoka) ist ein japanischer Fußballspieler.

## Karriere
Hama erlernte das Fußballspielen in der Schulmannschaft der Fujieda Meisei High School und der Universitätsmannschaft der Niigata University of Management. Seinen ersten Vertrag unterschrieb er 2019 bei Azul Claro Numazu. Der Verein aus Numazu spielte in der dritten japanischen Liga, der J3 League. Für Azul Claro bestritt er 152 Drittligaspiele. Hierbei erzielte er neun Tore. Im Januar 2025 wechselte er nach Toyama zum Zweitligisten Kataller Toyama